# Munin (logiciel)
Pour les articles homonymes, voir Munin.
Munin est un outil de surveillance système et réseau open source sous licence publique générale GNU. Il s'appuie sur l'outil RRDTool. 
Il présente ses résultats sous forme de graphiques disponibles via une interface web. Il possède une structure de plugins particulièrement simple qui permet d'enrichir rapidement l'outil. Des plugins sont actuellement disponibles pour les systèmes d'exploitation suivants: GNU/Linux, FreeBSD, NetBSD, Solaris et AIX.
L'architecture du système Munin est constituée d'un serveur principal appelé Munin-master, récupérant les informations à intervalle régulier et de plusieurs nœuds appelés Munin-node. Le nœud doit être installé sur le(s) serveur(s) à surveiller.

## Fonctionnalités
De base, Munin propose la surveillance de plusieurs composantes de la machine :
- Apache : accès, volume de données ;
- disque : accès, usage, latence, uptime ;
- réseau : nombre d'erreurs, trafic, requêtes ;
- NFS ;
- serveur d'impression ;
- processus : nombre, activité ;
- capteurs : températures de la machine (Disque dur, processeur) ;
- système : usage processeur, charge...

Munin est cependant modulable : on peut y intégrer facilement la surveillance de n'importe quelle application. Une liste de plugins est disponible sur le site officiel du logiciel. Munin est capable d'envoyer des notifications par courriel lorsque la valeur de la source d'un des plugins dépasse une limite définie par l'administrateur, le rendant très utile à n'importe quel administrateur réseau qui souhaite avoir toujours un œil sur ses machines.

### Munin en action
- (en) Munin de www.ping.uio.no (v1.4)
- (en) Serveur de démo (dernière version)